# Ministère de la Justice (Serbie)
Pour les autres articles nationaux ou selon les autres juridictions, voir Ministère de la Justice.
Le ministère de la Justice (en serbe cyrillique : Министарство правде ; en serbe latin : Ministarstvo pravde) est le département ministériel du gouvernement serbe chargé de veiller au bon fonctionnement du système judiciaire et de l'administration publique.

## Organisation
Le ministère s'organise autour de 7 départements principaux :
- le Département des affaires judiciaires ;
- le Département de l'intégration européenne et des projets internationaux ;
- le Département des normes et de la coopération internationale ;
- le Département de l'administration publique ;
- le Département des registres et de la liberté d'association ;
- le Département des affaires matérielles et financières ;
- le Département de la représentation de la république de Serbie devant la Cour européenne des droits de l'homme.

## Liste des ministres
| Ministre                     | Photo | Parti                                     | Début de mandat  | Fin de mandat    |
| ---------------------------- | ----- | ----------------------------------------- | ---------------- | ---------------- |
| Predrag Todorović            |       | Parti socialiste de Serbie (SPS)          | 11 février 1991  | 23 décembre 1991 |
| Zoran Ćetković               |       | Parti socialiste de Serbie (SPS)          | 23 décembre 1991 | 10 février 1993  |
| Tomislav Ilić                |       | Parti socialiste de Serbie (SPS)          | 10 février 1993  | 18 mars 1994     |
| Aranđel Markićević           |       | Parti socialiste de Serbie (SPS)          | 18 mars 1994     | 24 mars 1998     |
| Dragoljub Janković           |       | Gauche yougoslave (JUL)                   | 24 mars 1998     | 24 octobre 2000  |
| Zoran Nikolić (co-ministre)  |       | Parti socialiste de Serbie (SPS)          | id.              | id.              |
| Dragan Subašić (co-ministre) |       | Opposition démocratique de Serbie (DOS)   | id.              | id.              |
| + Sead Spahović (coministre) |       | Mouvement serbe du renouveau (SPO)        | 24 octobre 2000  | 25 janvier 2001  |
| Vladan Batić                 |       | Parti démocrate-chrétien de Serbie (DHSS) | 25 janvier 2001  | 3 mars 2004      |
| Zoran Stojković              |       | Parti démocratique de Serbie (DSS)        | 3 mars 2004      | 15 mai 2007      |
| Dušan Petrović               |       | Parti démocratique (DS)                   | 15 mai 2007      | 7 juillet 2008   |
| Snežana Malović              |       | Parti démocratique (DS)                   | 7 juillet 2008   | 27 juillet 2012  |
| Nikola Selaković             |       | Parti progressiste serbe (SNS)            | 27 juillet 2012  | 11 août 2016     |
| Nela Kuburović               |       | Parti progressiste serbe (SNS)            | 11 août 2016     | 28 octobre 2020  |
| Maja Popović                 |       | Indépendante                              | 28 octobre 2020  | 16 avril 2025    |
| Nenad Vujić                  |       | Indépendant                               | 16 avril 2025    | en cours         |

## Site officiel
- (sr + en) Site officiel